# بولسينيجو
بولسينقو (وتنطق محليًا Al Borc ؛ Friulian) هي كومونا (بلدية) في مقاطعة بوردينوني في منطقة فريولي فينيتسيا جوليا الإيطالية، وتقع على بعد حوالي 110 كيلومتر (68 ميل) شمال غرب ترييستي، 95 كيلومتر (59 ميل) شمال البندقية وحوالي 14 كيلومتر (9 ميل) شمال غرب بوردينوني.
تقع على منحدرات كارنيك بريلبس الغربية، في منطقة هادئة محاطة بمناظر طبيعية ساحرة، وهي منطقة ينابيع مائية شهيرة تتميز بالعديد من الجداول الصغيرة والسيول والينابيع الشبيهة بالبحيرات التي تتدفق جميعها إلى نهر ليفينزا، الذي تنبع مياهه في مكان يسمى سانتيسما. تقع بولسينقو على حدود البلديات التالية: بوديا وكانيفا وفونتافريددا وتامبر.

## التاريخ
تم العثور على بقايا منازل طوالة أو مساكن الكومة، ما قبل التاريخ، من الألفية الرابعة قبل الميلاد، في منطقة بالو، بالقرب من ينابيع ليفينزا، والتي تعد جزءًا من مساكن ما قبل التاريخ حول موقع اليونسكو للتراث العالمي في جبال الألب.
بعد ذلك، في حوالي الألفية الأولى قبل الميلاد، استقر البحر الأدرياتيكي فينيش في المنطقة، تاركًا ورائه بقايا أثرية برونزية. وفي تل سان فلوريانو، وجد علماء الآثار مقبرة رومانية قديمة يعود تاريخها إلى القرن الخامس أو الرابع قبل الميلاد. وتشمل المعالم السياحية الأخرى القلعة ومتحف ثقافة فن الطهو.

## المعالم

### المباني الدينية
- كنيسة جميع القديسين أو كنيسة الصحة.
- كنيسة سان روكو.
- كنيسة أبرشية سان جياكومو (تضم داخلها تراثًا فنيًا مهمًا: قطعة مذبح من Dall'Oglio وجوقة خشبية وعضو من بيسكتي ولوحات جدارية تتميز بتأثيرات توماس مودينا).
- كنيسة سان فلوريانو، على التل الذي يحمل نفس الاسم.
- ضريح الثالوث الأقدس. تم بناء الكنيسة فوق مكان قديم للعبادة الوثنية (frazione of Coltura).

### المباني العلمانية أو القوطية
- قلعة قرية بولسينقو فيرلان، وميز، وشيراديا، وبولسينقو، جميعها محمية من قبل المعهد الإقليمي للفيلات الفينيسية (IRVV)، وتم بناؤها وفقًا لتصميم ماثيو ليشسي وبتكليف من اوتافيو بولسينقو في منتصف القرن الثامن عشر على بقايا القلعة السابقة.
- وهناك مبنى بالازو فولني-زايا من القرن الثامن عشر مع غرف أنيقة مزينة بالجص. وفي عام 1809 استضاف أوجين دي بوهارنيه.
- قرية بولسينقو القديمة الخلابة.

### الموقع الأثري والمنطقة الطبيعية
- الموقع الأثري لبالو ليفينزا - سانتيسيما، مساكن كومة ما قبل التاريخ حول موقع التراث العالمي لليونسكو في جبال الألب. هناك ينشأ نهر ليفينزا والمنطقة مذهلة لوضوح المياه (وتسمى أيضًا «السماء السائلة».
- منتزه سان فلوريانو

### المتاحف
- متحف فن الطبخ.

## روابط خارجية
- الموقع الرسمي باللغة الإيطالية